# Exmouth, Tây Úc
Exmouth là một thị trấn ở mũi North West Cape ở Western Australia. Thị trấn có cự ly 1270 km về phía bắc của thủ phủ bang Perth và 3.366 kilômét (2.092 mi) về phía tây nam Darwin.
Thị trấn được lập năm 1964 để trợ giúp United States Naval Communication Station Harold E. Holt gần đó. Bắt đầu thập niên 1970, thị trấn là nơi ở của người Không lực Hoa Kỳ làm việc ở Learmonth Solar Observatory, một khu vực khoa học quốc phòng.